# Trenthorst

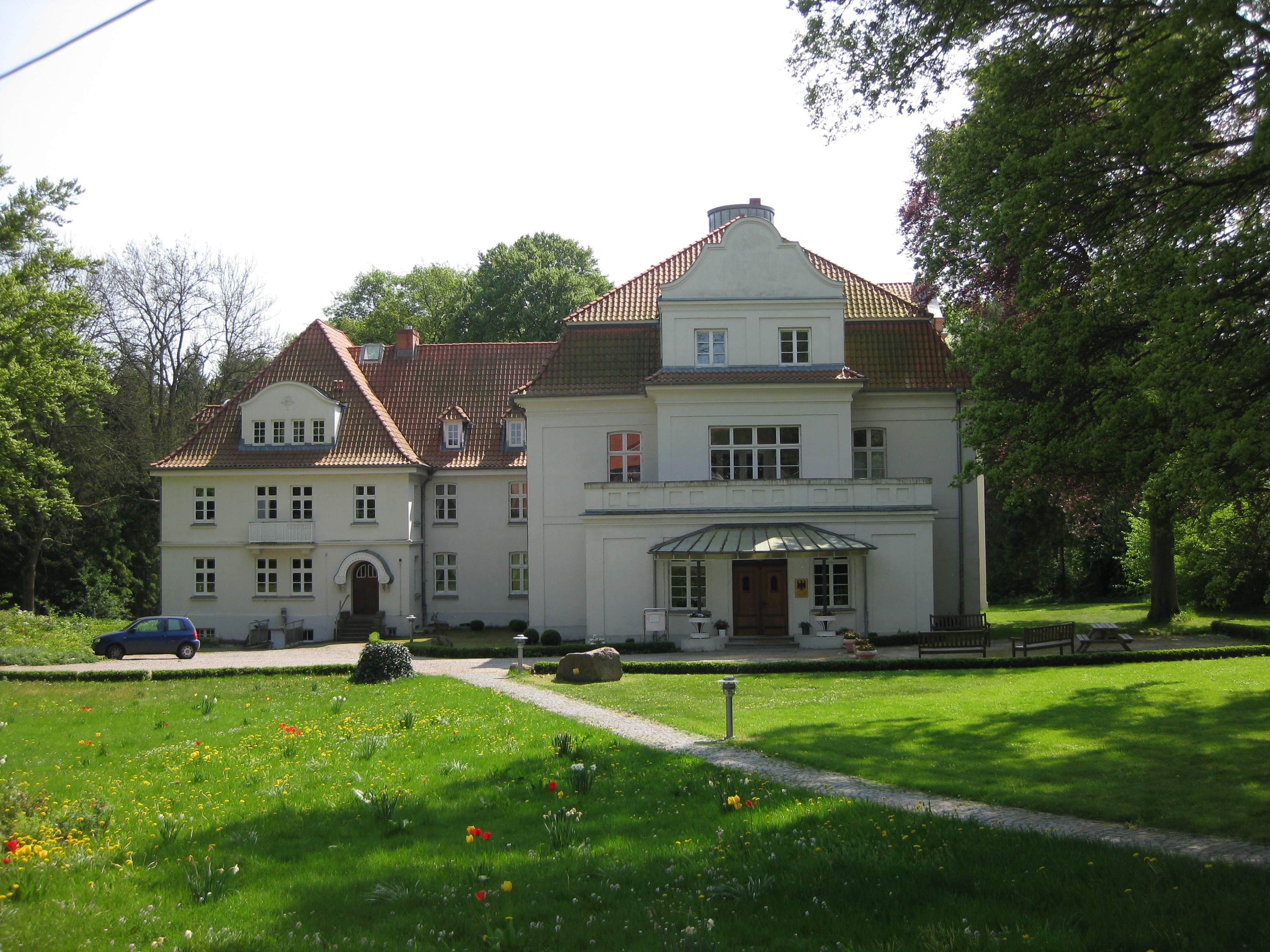
Ehemaliges Gutshaus

Trenthorst ist ein ehemaliges Gut und nach der Auflösung der Gutsbezirke ein Ortsteil der Gemeinde Westerau im schleswig-holsteinischen Kreis Stormarn in Deutschland.

## Allgemeines
Trenthorst zählt neben Wulmenau auch zu den sogenannten Lübschen Gütern. Das Gut steht als Sachgesamtheit mit Herrenhaus, Wirtschaftshof und Wohnhäusern unter Denkmalschutz. Das Herrenhaus, das Torhaus und das Doppelhaus stehen aber auch als einzelne Objekte unter Denkmalschutz. Im Gebäude an der Kreuzung der K8 und der K77 befindet sich die Freiwillige Feuerwehr Trenthorst-Ahrensfelde.

## Lage
Durch die Ortslage verläuft die K8 und die K77. Die Ortschaft Wulmenau liegt südlich des Ortes, dazwischen befindet sich der Mühlenteich. Nordöstlich befindet sich die Ortschaft Scharberg. Die Gemeinde Westerau liegt südwestlich der Ortschaft und nordwestlich liegt die Gemeinde Barnitz.

## Geschichte

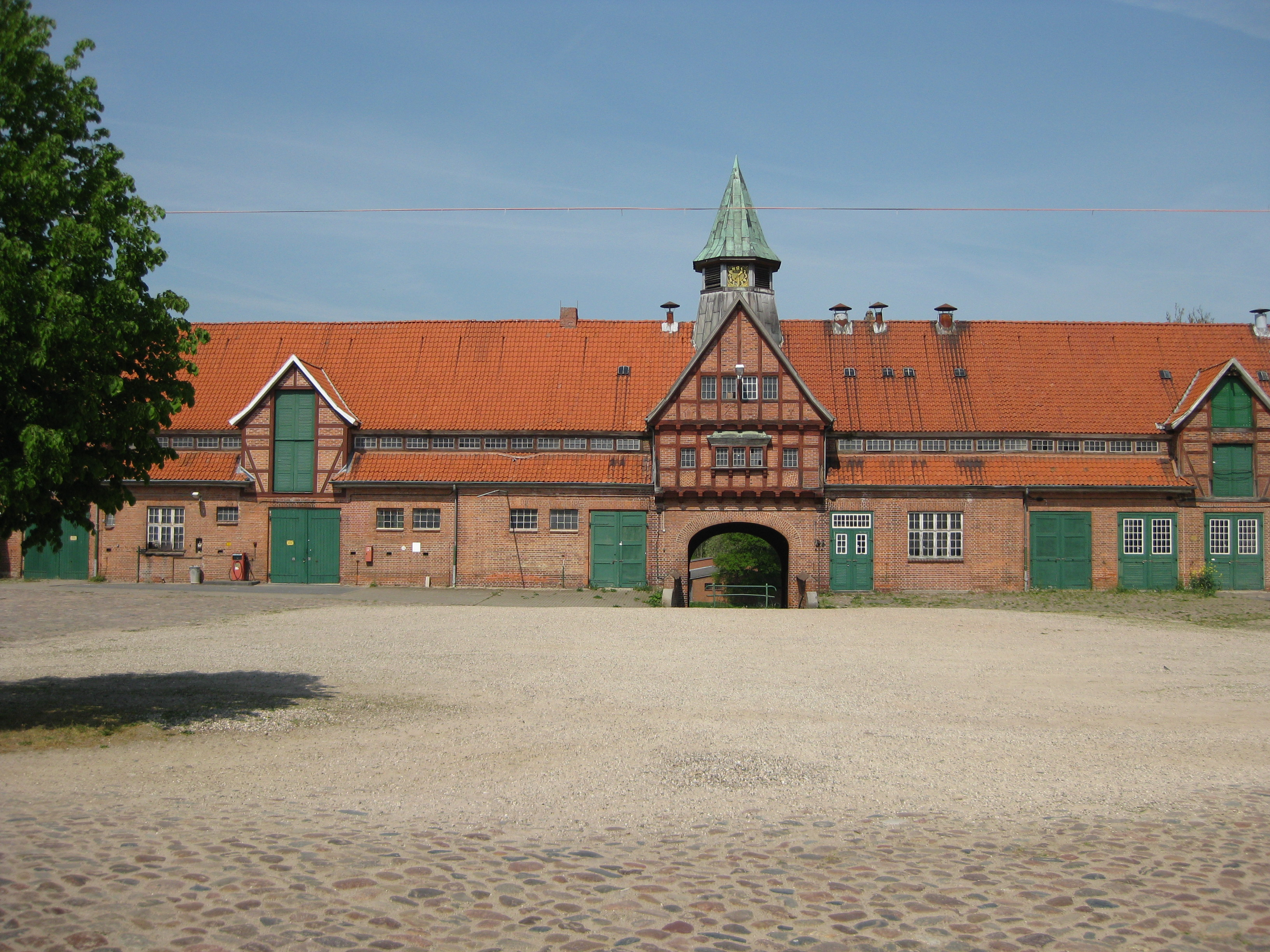
Wirtschaftshof mit dem Torhaus in der Mitte

Am 14. März 1372 wurde das Gut Trenthorst mit seiner Wassermühle vom landadligen Knappen Volrad Wesenberg an den Lübecker Domherrn Magister Johannes Boytin für 372 Mark verkauft. Wenige Monate später war das Gut mit all seinen Einkünften und Rechten eine Schenkung an den Lübecker Bischof Bertram von Cremon und an das Domkapitel in Lübeck. Der dänische König Friedrich I. machte 1529 Trenthorst zu einem adligen Gut. 1555 kamen sowohl das Gut Trenthorst als auch das Gut Wulmenau in den Besitz des Lübecker Ratsherrn Franz von Stiten und wechselten seither immer gemeinsam den Besitzer.
1608 kam Trenthorst in den Besitz der Familie Wetken, die 1660 durch kaiserliche Verleihung in den Erbadel erhoben wurde. Die Hamburger Kaufleute Joachim Clasen und Johann Joachim Nöhring erwarben 1754 das Gut. Hauslehrer während dieser Zeit war unter anderem der spätere deutsche Diplomat Gottlob Friedrich Ernst Schönborn. 1778 ging das Gut in den Besitz von Henning von Rumohr. Durch Vererbung gelangte das Gut in den Besitz der Familie Poel, in deren Besitz es bis 1911 blieb.
1911 erwarb der Kommerzienrat Friedrich Thörl das Gut und ließ es ab 1914 umbauen. Für den Umbau im Stil der wilhelminischen Zeit war der Architekt Wilhelm Eduard Heubel verantwortlich. Das heutige Gesamtensemble mit Herrenhaus, Wohngebäude, Großställen und Scheunen stammen von ihm. 1928 wurde das Gut vom Bad Oldesloer Fabrikanten Friedrich Bölck erworben. Dieser stellte das Herrenhaus des Gutes der von den Nazis verbotenen Deutschen Friedensgesellschaft als Tagungsstätte zur Verfügung. Die Gutsbezirke Trenthorst und Wulmenau wurden im Jahr 1928 aufgelöst und zusammen mit der Gemeinde Ahrensfelde von der Gemeinde Westerau eingemeindet. Nach dem Kauf des Gutes durch die Familie Reemtsma entwickelte es sich zu einem landwirtschaftlichen Spitzenbetrieb. Im Zuge der Bodenreform von 1955 ging das Gut in das Eigentum der Kaiser Wilhelm Gesellschaft, heute Max-Planck-Gesellschaft, zusammen mit einer Fläche von ca. 600 Hektar, weitere 60 Hektar wurden enteignet und gingen an eine angrenzende Siedlung. 1971 kam dann der Übergang an die Bundesforschungsanstalt für Landwirtschaft (FAL). Es wird Außenstelle des Instituts für Tierzucht und Tierverhalten mit Hauptsitz in Mariensee bei Hannover. 15 Jahre später im Jahre 1996 kam dann der Beschluss des Bundesministeriums für Landwirtschaft, den Außenstandort Trenthorst/Wulmenau zu schließen. Zur Jahrtausendwende wurde das Institut für Ökologischen Landbau der FAL gegründet. Seit 2008 ist es Sitz des Institutes für Ökologischen Landbau im Johann Heinrich von Thünen-Institut.

### Namensbedeutung
Der Namensbestandteil Horst weist auf ein Gehölz oder ein Gestrüpp hin, hingegen handelt es sich bei dem Namensbestandteil Trent wohl um einen slawischen Eigennamen.